# Castets-en-Dorthe
Castets-en-Dorthe är en kommun i departementet Gironde i regionen Nouvelle-Aquitaine i sydvästra Frankrike. Kommunen ligger i kantonen Langon som tillhör arrondissementet Langon. År 2018 hade Castets-en-Dorthe 1 164 invånare.

## Befolkningsutveckling
Antalet invånare i kommunen Castets-en-Dorthe
Referens:INSEE